# پری ساوند، انتاریو
پری ساوند، انتاریو (به انگلیسی: Parry Sound, Ontario) یک منطقهٔ مسکونی در کانادا است که در بخش پری ساوند واقع شده‌است. پری ساوند ۶٬۴۰۸ نفر جمعیت دارد.